# Bahnhof Dillingen (Saar)
Der Bahnhof Dillingen (Saar) ist ein Personenbahnhof an der Saarstrecke zwischen Saarbrücken und Trier in der saarländischen Stadt Dillingen. Angeschlossen an den Bahnhof ist ein Busbahnhof.

## Überblick
Der Bahnhof Dillingen (Saar) liegt am westlichen Rand der Innenstadt von Dillingen, in direkter Nähe zu Post, Fußgängerzone Stummstraße, Rathaus und Stadthalle und ist an das Busnetz der Kreisverkehrsbetriebe sowie der Regionalbusse durch einen Busbahnhof angeschlossen. Für den Individualverkehr stehen Kurzzeitparkplätze sowie Fahrradabstellplätze vor dem Empfangsgebäude zur Verfügung.
Der Bahnhof verfügt über ein Reisezentrum sowie Einkaufsmöglichkeiten. Ein stufenfreier Zugang ist zu den hauptsächlich bedienten Gleisen 1 am Hausbahnsteig und 4 und 5 an einem Mittelbahnsteig gewährleistet.
Am Bahnhof Dillingen (Saar) nimmt die Niedtalbahn nach Niedaltdorf ihren Ausgang, auf der bis 1945 Personenverkehr nach Bouzonville und zeitweise bis nach Metz stattfand.
Einmal jährlich am Karfreitag wird diese Strecke wieder über die französische Grenze hinaus bis nach Bouzonville bedient.

## Geschichte

### Vorplanungen
17 Jahre nachdem die Königlich privilegierte Ludwigs-Eisenbahn-Gesellschaft mit Sitz in Nürnberg und Fürth am 17. Dezember 1835 mit königlich-bayerische Konzession die erste deutsche Eisenbahnstrecke von Nürnberg nach Fürth mit Dampfkraft für den Personen- und Güterverkehr vor großem Publikum eröffnet hatte, forderte die königlich-preußische Regierung in Berlin im Jahr 1852 die Gemeinde Dillingen auf, sich mit einer Eisenbahnanbindung für Dillingen zu beschäftigen.
Die Gemeinde sollte unentgeltlich für eine eventuelle Trassenverlegung Gemeindeland abtreten und Zuschüsse zum Erwerb von Grundeigentum von Dillinger Privatleuten bewilligen. In dem Antwortschreiben des Gemeinderats nach Berlin vom 17. Juni 1852 äußerte man sich in Dillingen allerdings ablehnend:

„In Erwägung, daß, da die Gemeinde sehr arm und viele Bewohner hat, wenig Gemeindeeigentum besitzt, das in der Bahnlinie gelegene Gemeindeeigentum sehr notwendig hat, um die nötigen Früchte für diese Gemeinde pflanzen zu können, welche einen sehr kleinen Bann hat, auch die von der Mobilmachungszeit herrührende und entstandenen Kosten noch zu decken hat, so bedauert der Gemeinderat sehr, nicht unentgeltlich Gemeindeeigentum abgeben und in die vorbezeichneten Vorschläge überhaupt eingehen zu können.“

Die Regierung in Berlin forderte im Jahr 1855 die Gemeinde Dillingen nochmals auf, zu der Errichtung einer Eisenbahnlinie Stellung zu nehmen. Im darauf folgenden Gemeinderatsbeschluss vom 6. September 1855 verhielt sich die Gemeinde abermals ablehnend. Man erwarte keinen wesentlichen Vorteil durch den Eisenbahnbau, da man weitgehend agrarisch orientiert sei und die bäuerlichen Ländereien durch den Eisenbahnbau nur verstümmelt würden und an Wert verlören, so die Dillinger Rückantwort nach Berlin.
Die Dillinger Hütte, die bereits 723 Arbeiter bei einer Einwohnerzahl von 1731 beschäftigte, betrieb allerdings vehement den Bau der Eisenbahn durch Dillingen. In einer Gemeinderatssitzung vom 30. April 1858 wurde dann die bisherige ablehnende Haltung aufgegeben und die Gemeinde Dillingen überließ der Eisenbahndirektion „10 Morgen, 13 Ruten und 71 Fuß Gemeindeland für 4866 Taler, 26 Silbergroschen und 10 Pfennig“, und die Privatbesitzer gaben ihr Land gegen Entschädigungszahlungen ab.

### Inbetriebnahme
Am 16. Dezember 1858 konnte die eingleisige Strecke Saarbrücken–Merzig von der Königlich-Preußischen Staatseisenbahn in Betrieb genommen werden. Die Strecke von Merzig nach Trier war am 26. Mai 1860 betriebsbereit. Die Baukosten beliefen sich auf 8.000.000 Taler.
Die Strecke Saarbrücken-Trier wurde im Jahr 1880 zweigleisig ausgebaut.
Ursprünglich sollte die Trassenführung nicht der Saar folgen, sondern an der oberen Prims und durch das Ruwertal nach Trier verlaufen. Nach Einspruch der Mettlacher Firma Villeroy & Boch, der Dillinger Hütte und der Städte Saarbrücken und Trier wurde dieser Plan fallengelassen.
Mit dem Bau der Pfälzischen Ludwigsbahn durch die Pfälzische Ludwigsbahn-Gesellschaft im Zeitraum von 1847 bis 1849 und deren Streckenerweiterung in den Jahren 1850 bis 1852 nach Neunkirchen, Sulzbach und Saarbrücken in das damals preußische Kohlerevier wurde der bahntechnische Anschluss Dillingens an den Rhein bis Mannheim erreicht.
Mit dem Bau der Bahnstrecke von Koblenz nach Trier zwischen den Jahren 1874 und 1879 konnte Dillingen eisenbahntechnisch an das Mittelrheingebiet angeschlossen werden. Die Strecke stand im Zusammenhang mit dem Bau der strategischen „Kanonenbahn“ von Berlin nach Metz im heutigen Frankreich.

### Zweiglinien und Ausbau als Eisenbahnknotenpunkt
Strecke Dillingen–Dillinger Hütte

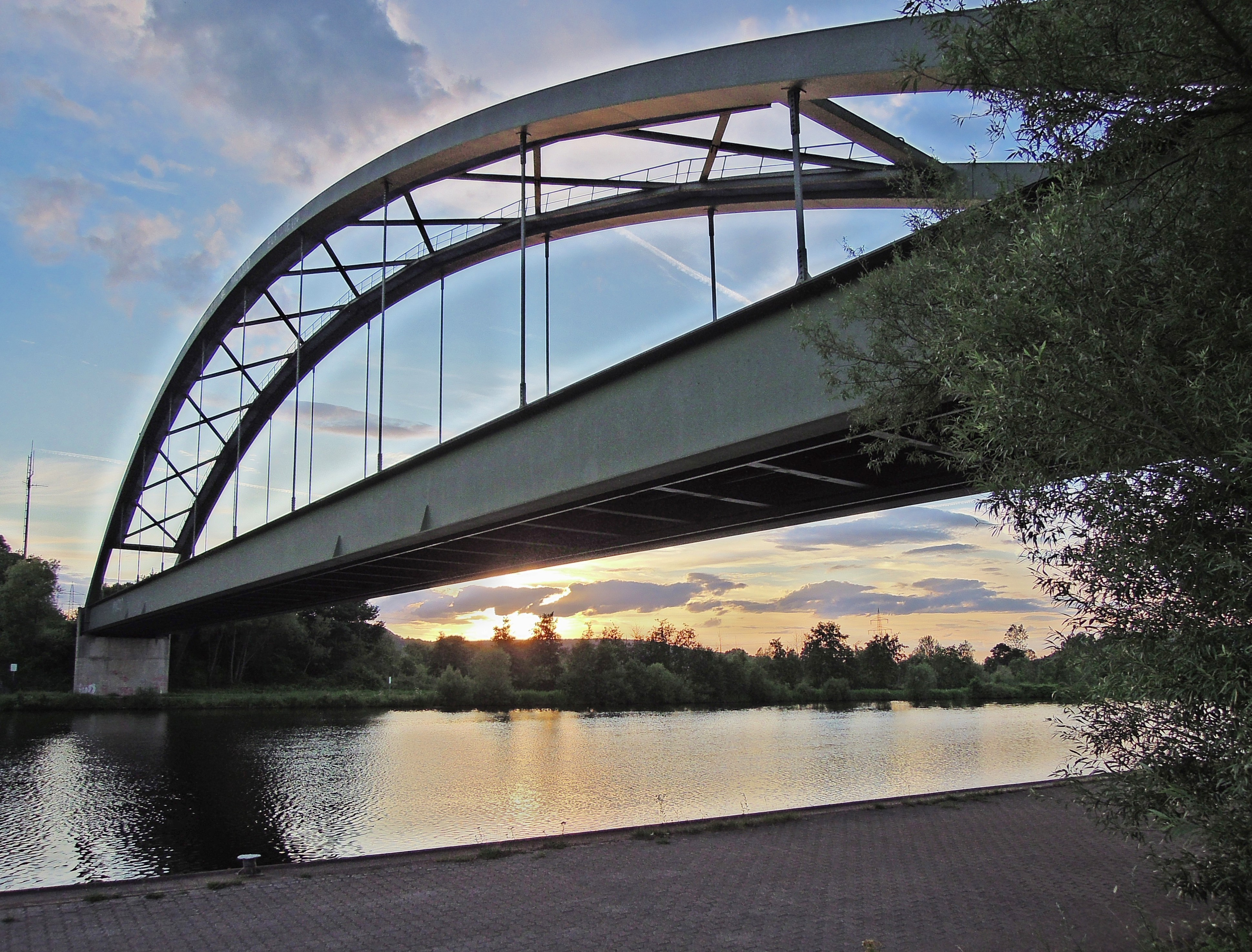
Dillingen, heutige Eisenbahnbrücke über die Saar, Strecke Dillingen–Bouzonville

Auf Gemeinderatsbeschluss Dillingens vom 23. Mai 1857 wurde eine Abzweigung der Trasse vom Dillinger Bahnhof zu den Dillinger Hüttenwerken bewilligt.
Strecke Dillingen–Busendorf–Metz

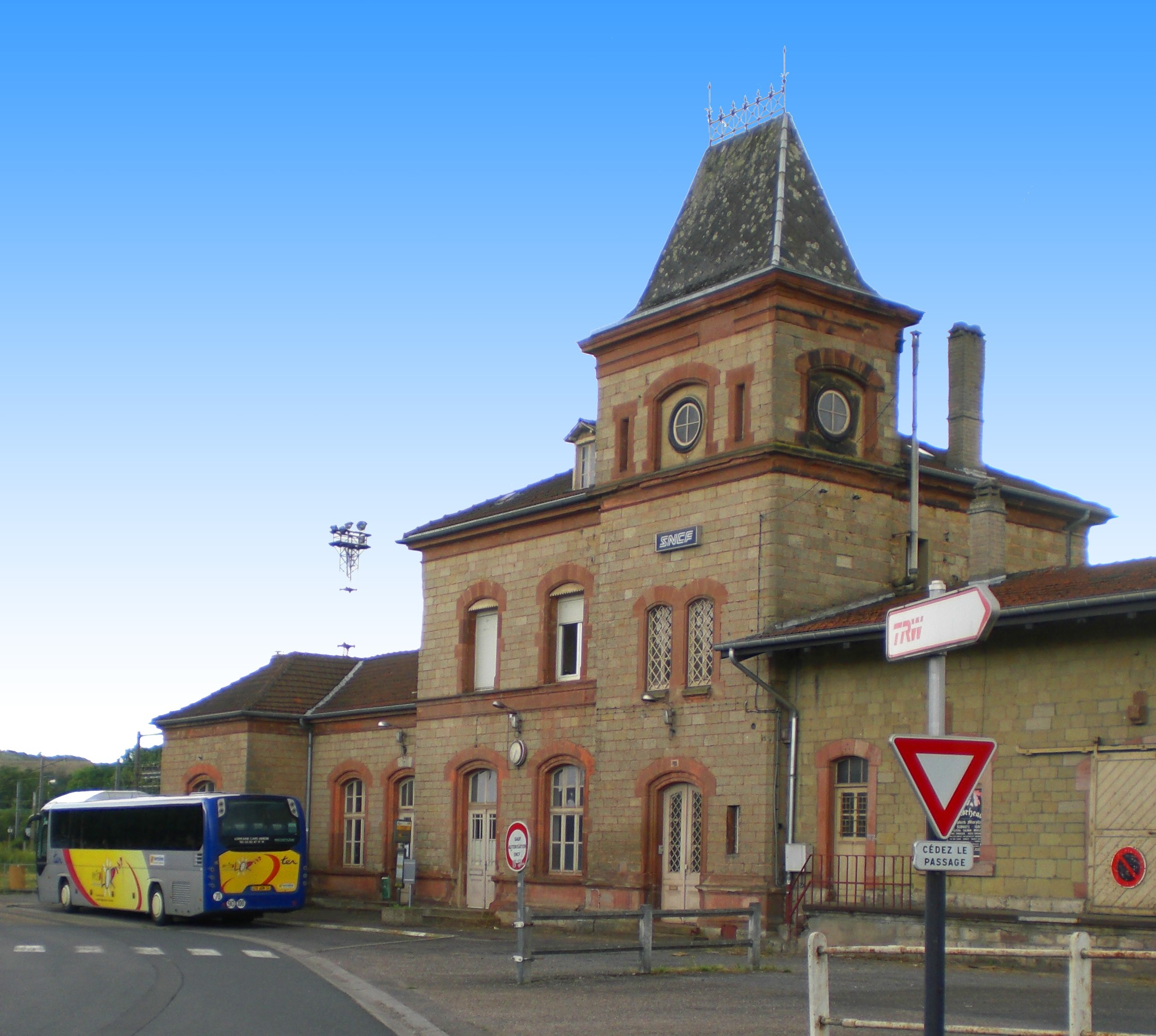
Bahnhof Bouzonville, Empfangsgebäude (Straßenfassade)

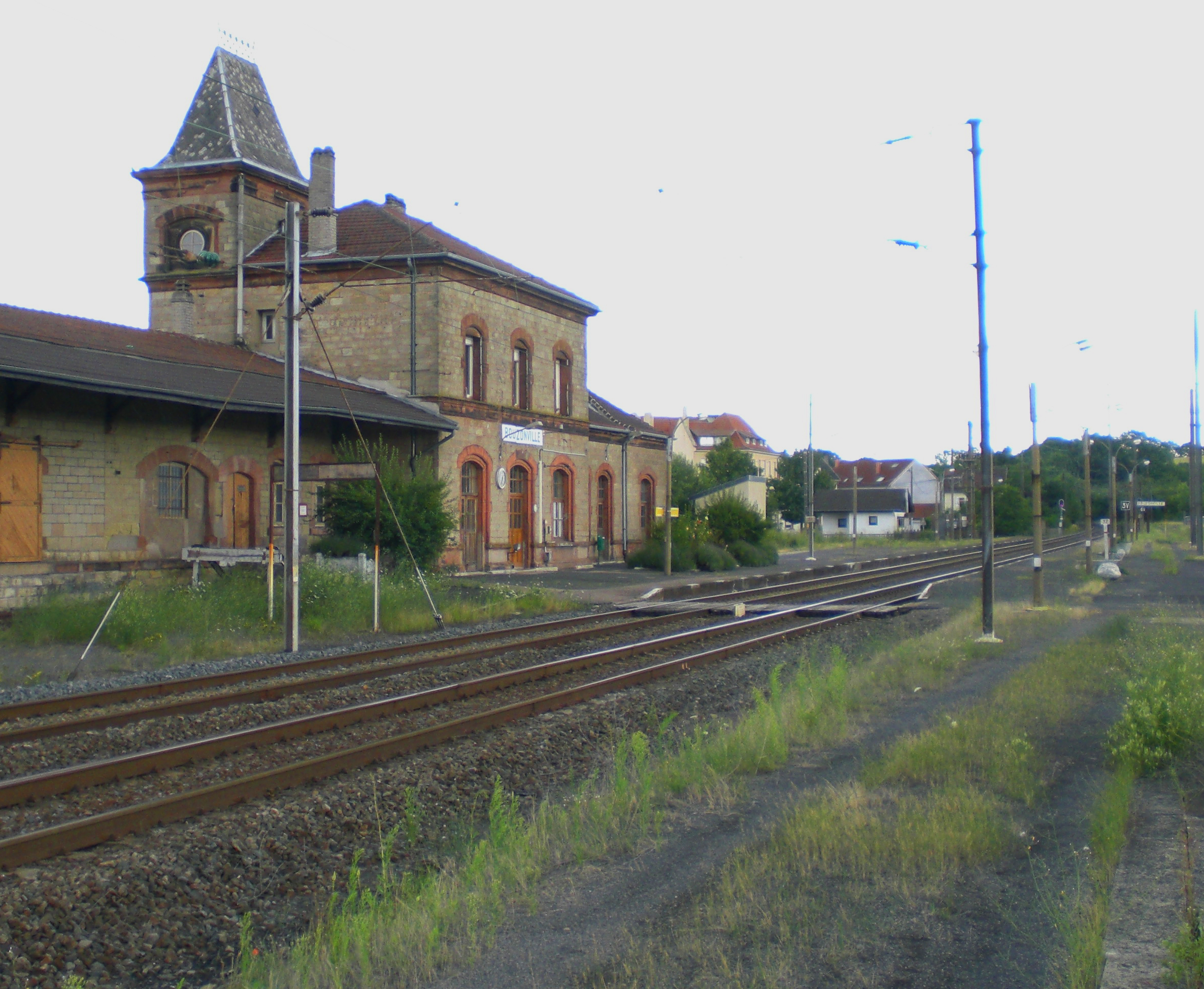
Bahnhof Bouzonville, Empfangsgebäude (Gleisfassade)

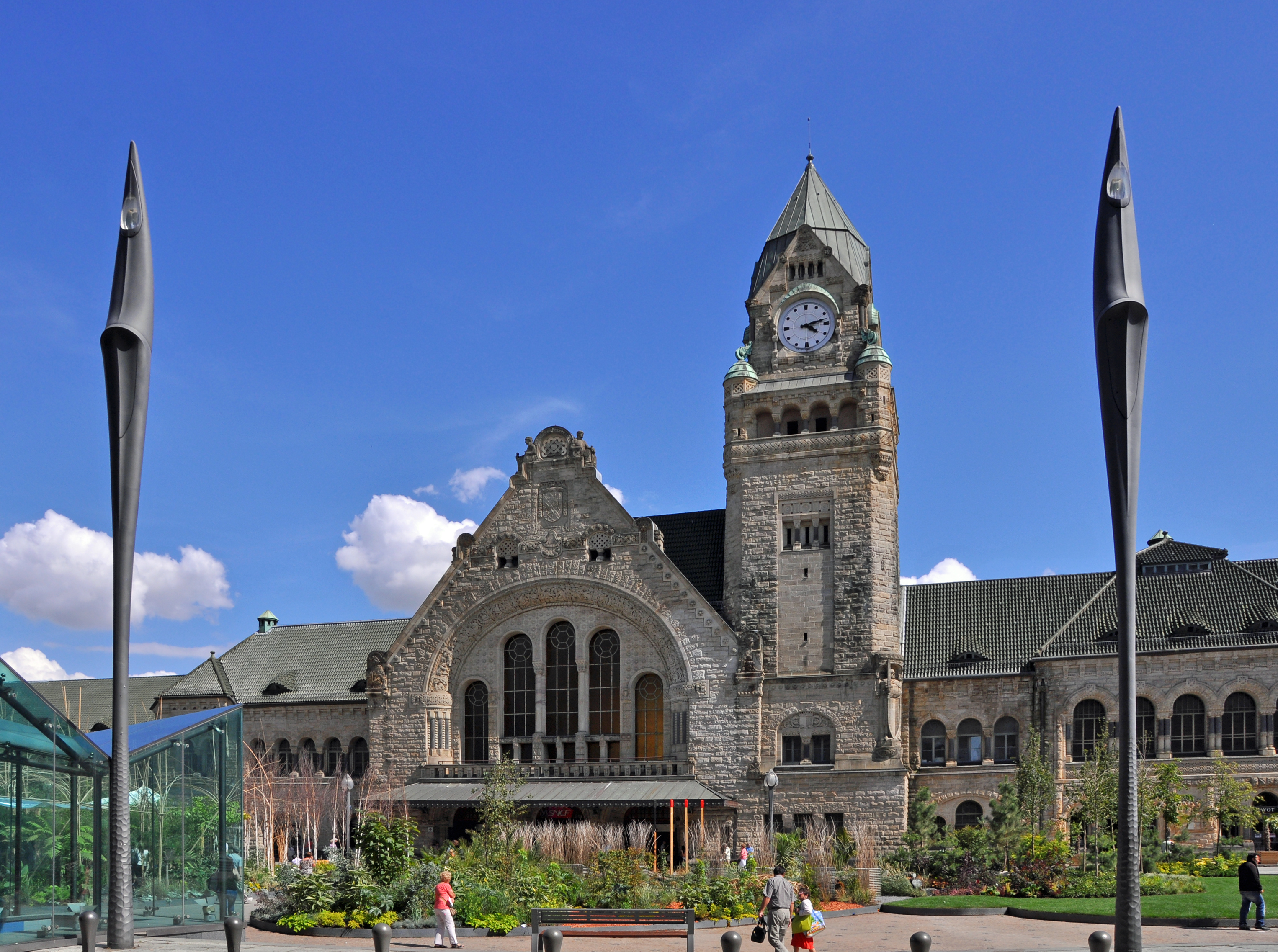
Bahnhof Metz

Der erste Vorschlag zum Bau einer Strecke Dillingen–Busendorf (Bouzonville) zwischen dem Saartal und dem östlichen Lothringen war bereits im Jahr 1878 in der elsass-lothringischen Kommission für den Bau von Lokaleisenbahnen gemacht worden, die auf Anregung des Reichskanzlers Otto von Bismarck aus Vertretern des Landesausschusses und der Eisenbahnverwaltung gebildet worden war. Konkret wurden die Planungen jedoch erst Jahre später. Die von der Reichseisenbahn beantragten Zuschüsse zum Bau in Höhe von rund 8,99 Millionen Mark wurden am 12. März 1897 vom Reichstag in Berlin genehmigt. Mit finanzieller Unterstützung der Gemeinde Dillingen wurde im Herbst 1897 mit dem Bau der zweigleisigen Strecke vom lothringischen Busendorf nach Dillingen begonnen. Damit hatte man die Stadt Merzig als geplanten Anschlusspunkt der Neubaustrecke verdrängen können. Der Streckenbau war am 1. Juli 1901 vollendet. Zusätzlich wurde ein Abzweiggleis Richtung Frankreich gebaut, das nur militärischen Zwecken diente und bei einem eventuellen Krieg gegen Frankreich zum Einsatz kommen sollte. Beim Ausbruch des Ersten Weltkrieges liefen dann auch alle Truppenbewegungen von Trier aus über dieses Gleis Richtung Frankreich.
Nach der Strecke Bous–Teterchen war die Trasse durch das Niedtal die zweite Eisenbahnlinie zwischen Saartal und Ostlothringen. Die beiden Gemeinden Busendorf und Dillingen hatten sich um diesen Trassenverlauf besonders bemüht. Busendorf wollte einen besseren Anschluss an das Saartal, und Dillingen hatte für einen finanziellen Zuschuss von 25.000 Mark den Zuschlag als Ausgangspunkt der Strecke im Saartal bekommen. Zwischen Dillingen und Busendorf war die Bahnlinie zweigleisig, von dort bis zum Bahnhof Metz eingleisig ausgebaut. Die Strecke hatte außerdem von Anfang an hohe wirtschaftliche Bedeutung, denn die Dillinger Hütte erhielt auf diesem Weg ihre Minette-Erzlieferungen aus Lothringen.
Nach dem Deutsch-Französischen Krieg von 1870/71 war die neue Reichsgrenze so festgelegt worden, dass große Teile der bekannten Minettevorkommen in deutschem Gebiet lagen und nun dem Reichsland Elsaß-Lothringen zugeordnet waren. Hierfür hatte sich unter anderem der Geologe Wilhelm Hauchecorne eingesetzt, der Mitglied der Grenzregulierungskommission war. Obwohl die deutschen Behörden erheblich mehr Bergbaukonzessionen erteilten als zuvor die französischen, steigerte sich die Erzförderung bis 1879 kaum. Dies änderte sich ab den 1880er Jahren, unter anderem durch die bessere Erschließung des Minettegebiets durch Eisenbahnen. Bohrungen in den 1880er Jahren ergaben, dass sich die Minettevorkommen weiter nach Westen erstreckten als bislang angenommen und dabei mit zunehmender Tiefe an Mächtigkeit und Eisengehalt zunahmen. Bis zum Jahr 1909 entstanden im französischen Teil Lothringens, dem Département Meurthe-et-Moselle, insbesondere im Becken von Briey, 16 Bergwerke, die Minette im Schachtbetrieb förderten.
Während die militärische Nutzung der Bahnstrecke mit dem für das Deutsche Reich verlorenen Ersten Weltkrieg im Jahr 1918 ihr Ende fand, gingen die lothringischen Erzlieferungen nach dem Anschluss des Saargebietes an das Deutsche Reich im Jahr 1935 noch weiter, wobei bis Kriegsbeginn im Jahr 1939 der französischen Regierung das Sonderrecht eingeräumt wurde, die Erzzüge nach Dillingen von französischem Personal begleiten zu lassen. Im Zweiten Weltkrieg wurde die Eisenbahnbrücke der Strecke über die Saar zerstört, so dass der Betrieb der Strecke bis zur Grenze am Bahnhof Niedaltdorf zunächst nicht wieder aufgenommen wurde; ein durchgehender Betrieb nach Metz war ohnehin nicht mehr möglich. Bis heute verkehren Güterzüge zur Dillinger Hütte grenzüberschreitend auf dieser Strecke, während der Personentransport auf französischer Seite in Bouzonville und auf deutscher Seite in Niedaltdorf endet. Nur einmal im Jahr während des Karfreitagsmarktes von Bouzonville, der Zehntausende von Besuchern aus der ganzen Großregion anzieht, verkehren am Karfreitag drei durchgehende Sonderzüge mit Personentransport zwischen Dillingen und Bouzonville. Die eingesetzten Dieseltriebwagen 628 erreichen nach sechs Minuten Siersburg, nach 13 Minuten Hemmersdorf und nach 31 Minuten das französische Bouzonville.
Der Bahnhof von Bouzonville wurde um 1900 errichtet und befindet sich bis heute äußerlich weitgehend im Originalzustand. Auf den Bahnsteigen finden sich im Boden noch immer die in deutscher Sprache beschrifteten metallenen Deckel der Kabelstränge, die während der deutschen Annexion der Jahre 1940–1944 von der Reichsbahn neu verlegt wurden. Der Bahnhof zwischen Niedaltdorf und Gerstlingen wurde ebenfalls um 1900 errichtet, um beiden Dörfern als Haltepunkt zu dienen. In den Jahren 1918, 1935 und 1945 wurde er zum Grenzbahnhof. Seit rund 30 Jahren dient das Gebäude als privates Wohnhaus.
Wie in mehreren Fällen verzögerter Verwirklichung von Bahnprojekten im Raum Saar-Lor-Lux fehlte es für das Projekt Dillingen–Busendorf–Metz an der Finanzierung. Auch gab es konkurrierende Planungen: Eine Kanalisierung des Niedtales zur Schaffung einer Schifffahrtsstraße zwischen Metz und Dillingen war jahrzehntelang erörtert worden, bevor man sich doch für die Bahnlinie entschied. Der Reichstag befasste sich am 26. Februar 1897 erstmals mit dem Projekt. Die Eisenbahnverwaltung wies auf den wirtschaftlichen Nutzen hin, den beispielsweise die Dillinger Hütte davon haben würde. Die Hütte besaß in Redingen ein weiteres Eisenwerk und erhielt ständig Erzlieferungen aus Lothringen. Die Reichseisenbahn forderte daher, die Dillinger Hütte solle sich entsprechend der zu erwartenden jährlichen Frachtersparnis von rund 40.000 Mark mit einem höheren Betrag an den Baukosten beteiligen. Am Ende wurde die Strecke doch fast ausschließlich von der öffentlichen Hand finanziert: Neben den 8,99 Millionen Mark des Reiches steuerte das Reichsland Elsass-Lothringen 337.500 Mark bei, der Landkreis Saarlouis 224.000 Mark, sonstige Interessenten 11.500 Mark. Die Dillinger Hütte konnte ihre Investition von 100.000 Mark nach zweieinhalb Jahren amortisieren und hat bis heute den fast ausschließlichen Nutzen von der Trasse. Ein Teil der Bevölkerung aus Bouzonville und Umgebung pendelt heute mit dem Pkw zur Arbeit ins Saarland. Der Wunsch nach einer Wiederaufnahme des grenzüberschreitenden Personenverkehrs mit dem Saartal wird in Bouzonville hin und wieder geäußert und dabei auf entsprechende Bemühungen zum Beispiel von deutscher Seite verwiesen. Gleichzeitig heißt es jedoch skeptisch, die Chancen stünden schlecht, da die SNCF daran kein Interesse habe.
Strecke Dillingen–Primsweiler
Die Strecke Dillingen–Primsweiler wurde 1898 begonnen und bis 1901 fertiggestellt. Gleichzeitig wurde der Dillinger Bahnhof erweitert, mit einer Bahnunterführung versehen und von Rangklasse II auf Rangklasse I befördert, da Dillingen nun der bedeutendste Knotenpunkt der Strecke Saarbrücken–Trier war. 1904 wurde die gesamte Bahnhofsanlage mit elektrischem Licht versehen.

### Erster Weltkrieg und Völkerbundsverwaltung
Während des Ersten Weltkrieges musste der Bahnhof mehrere Bombenangriffe über sich ergehen lassen. Am 21. November 1918 besetzten französische Truppen das Bahnhofsgelände. Bis zum Jahr 1935 war Dillingen Gemeinschaftsbahnhof der Eisenbahn in Elsass-Lothringen für die Strecke Dillingen–Busendorf.

### Nationalsozialismus und Zweiter Weltkrieg
Erst mit der Angliederung an das Deutsche Reich nach der Volksabstimmung vom 13. Januar 1935 wurde der Bahnhof wieder der Deutschen Reichsbahn zugeordnet. Allerdings hatte die französische Staatsbahn weiterhin das Recht der Erzbeförderung zur Dillinger Hütte.
Mit dem Beginn des Zweiten Weltkrieges wurde die Bevölkerung Dillingens und der Umgebung in der Roten Zone über den Dillinger Bahnhof ins Reichsgebiet evakuiert. Durch die Explosion eines Munitionszuges am 27. August 1944 wurde der Bahnhof schwer in Mitleidenschaft gezogen. Güterabfertigung und Wasserturm wurden vollständig zerstört.

### Zeit nach dem Zweiten Weltkrieg

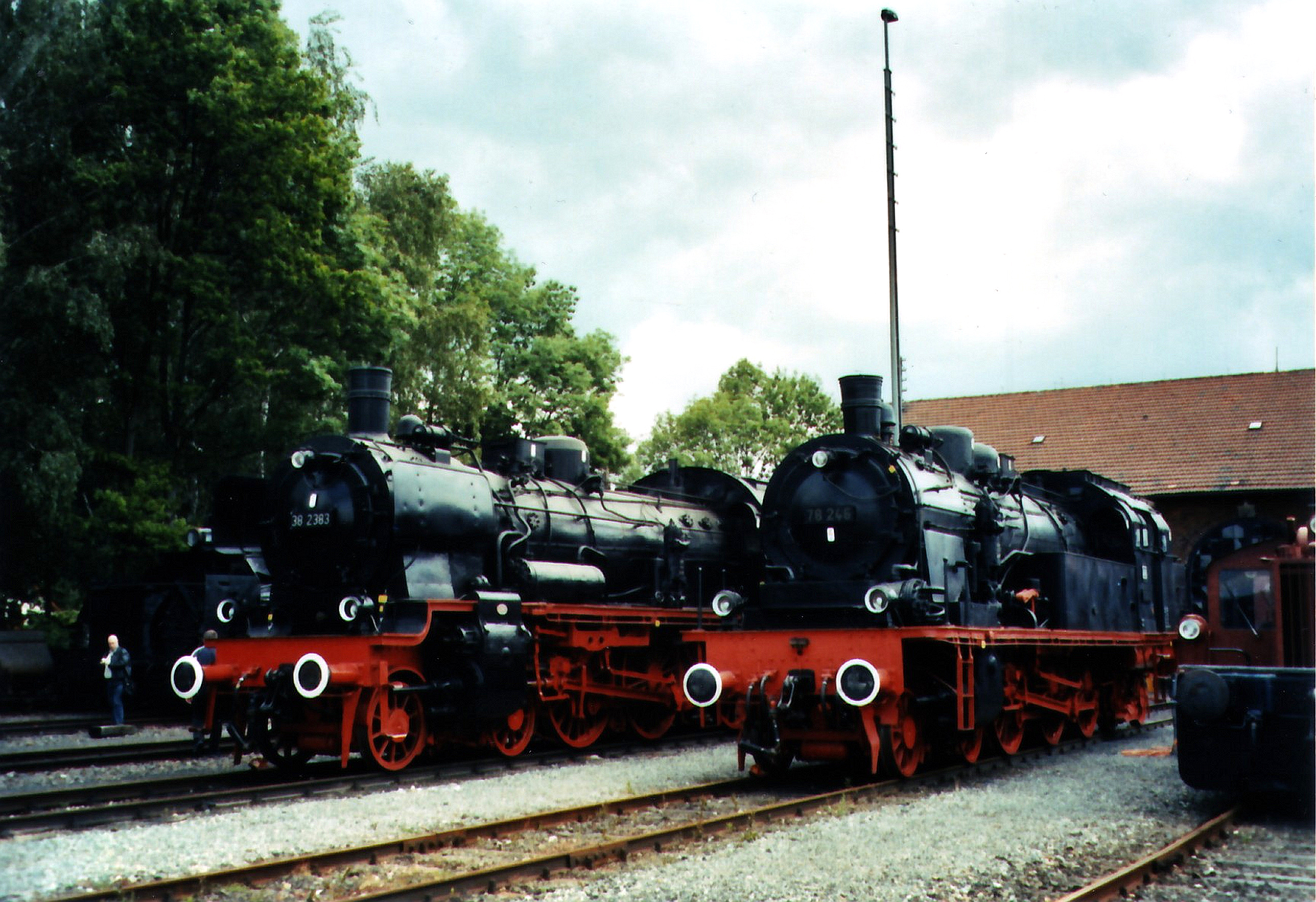
Baureihe 38 und 78; in Benutzung der Eisenbahnen des Saarlandes (EdS)

Im Jahr 1945 unterstand der Dillinger Bahnhof kurze Zeit der französischen Eisenbahnverwaltung. Am 20. November 1947 wurde der Bahnhof der neugegründeten Direktion der Eisenbahnen des Saarlandes (EdS) unterstellt und schied somit aus dem Verband der Deutschen Reichsbahn aus. Das Schienennetz der EdS umfasste insgesamt eine Streckenlänge von 534 Kilometern. Im Jahr 1956 wurde in Dillingen ein modernes Gleisbildstellwerk eingerichtet und der bisherige mechanischen Betrieb eingestellt.
Am 1. Januar 1957 wurden die Eisenbahnen des Saarlandes (EdS) der Deutschen Bundesbahn eingegliedert. 1960 wurde der Bahnhof Saarwellingen-Nalbach dem Dillinger Bahnhof verwaltungsmäßig unterstellt.
Ab dem 28. April 1970 wurde die Bundesbahnstrecke zwischen Völklingen und Saarhölzbach, und somit auch der Bahnhof Dillingen, auf elektrischen Betrieb umgestellt. Am 10. Mai 1972 wurden die Arbeiten beendet und die Strecke durch den saarländischen Ministerpräsidenten Franz-Josef Röder und den Präsidenten der Deutschen Bundesbahn, Heinz Maria Oeftering mit einer Fahrt eines Trans-Europ-Express-Sonderzuges feierlich eröffnet.

## Empfangsgebäude

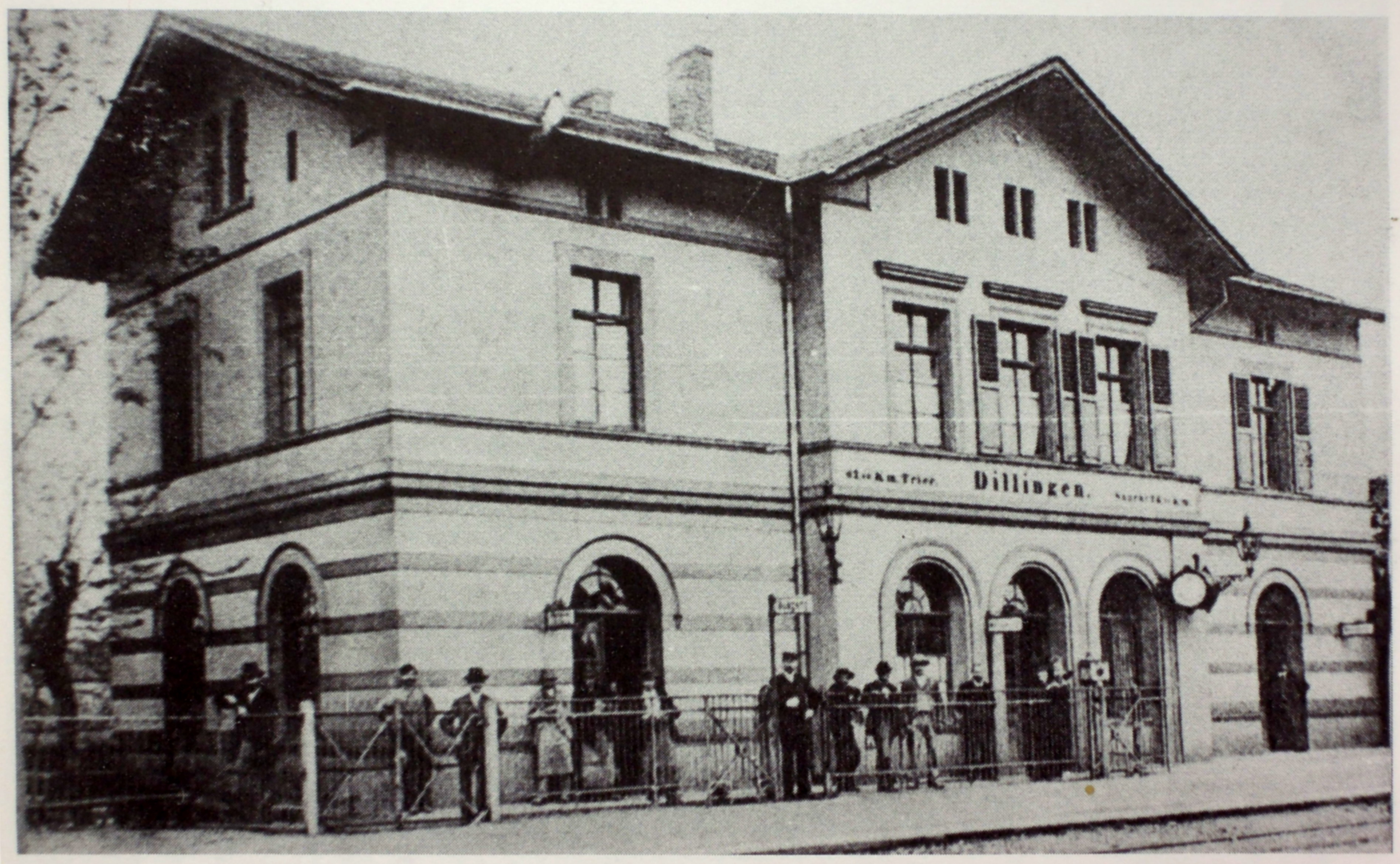
Ursprüngliches Empfangsgebäude

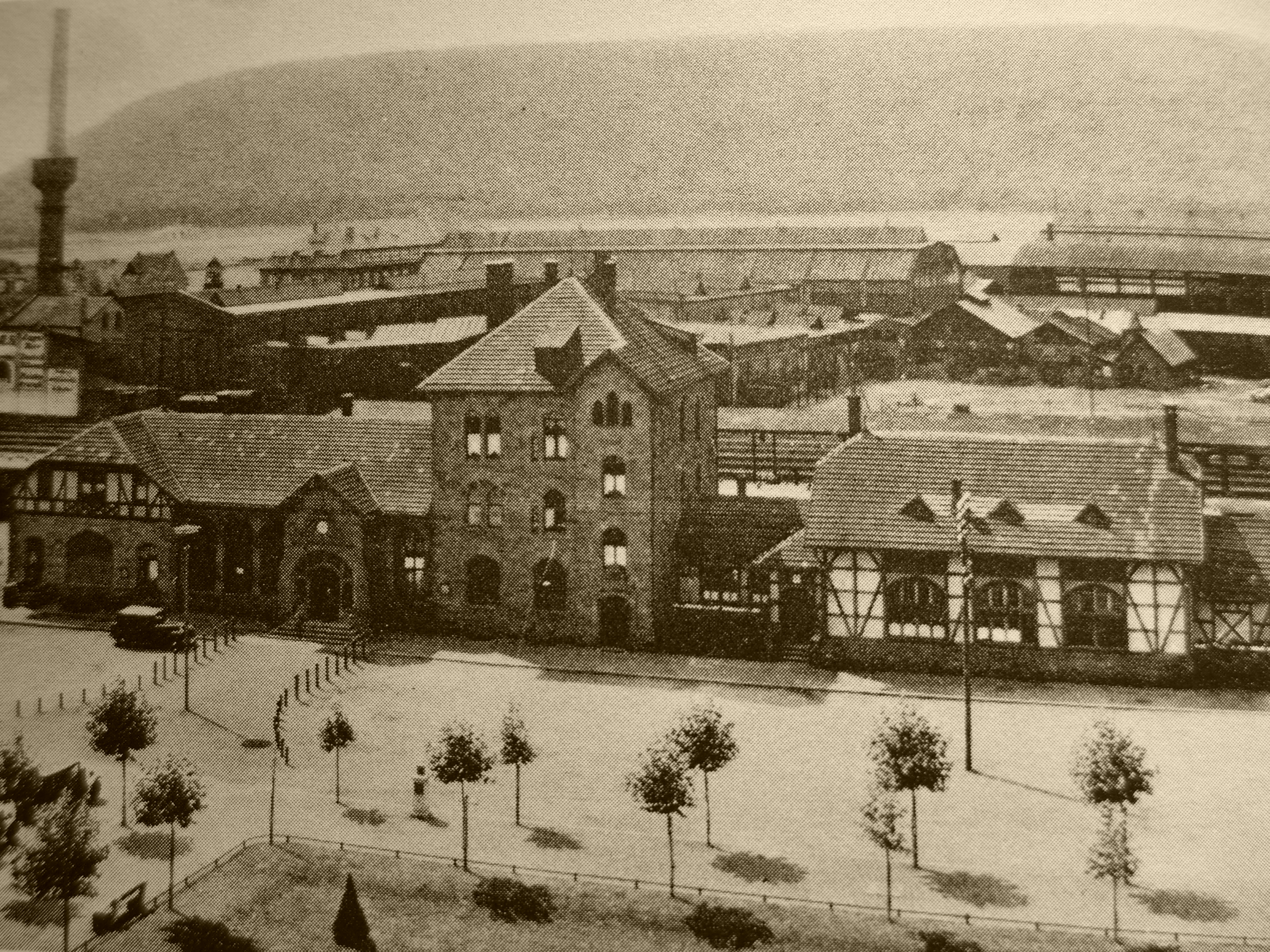
Bahnhof Dillingen/Saar im Vorkriegszustand (Stadtarchiv Dillingen)

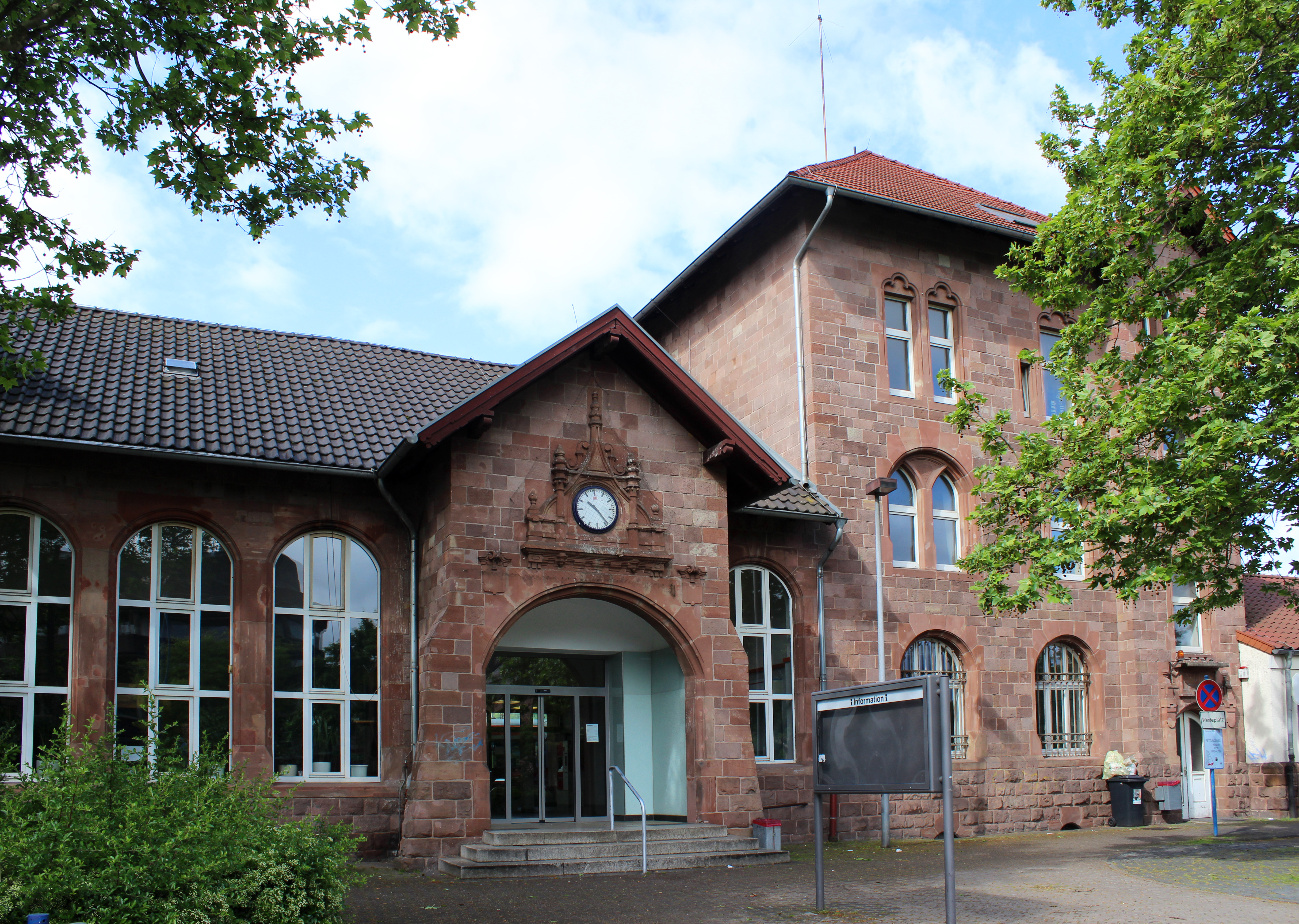
Heutiges Empfangsgebäude

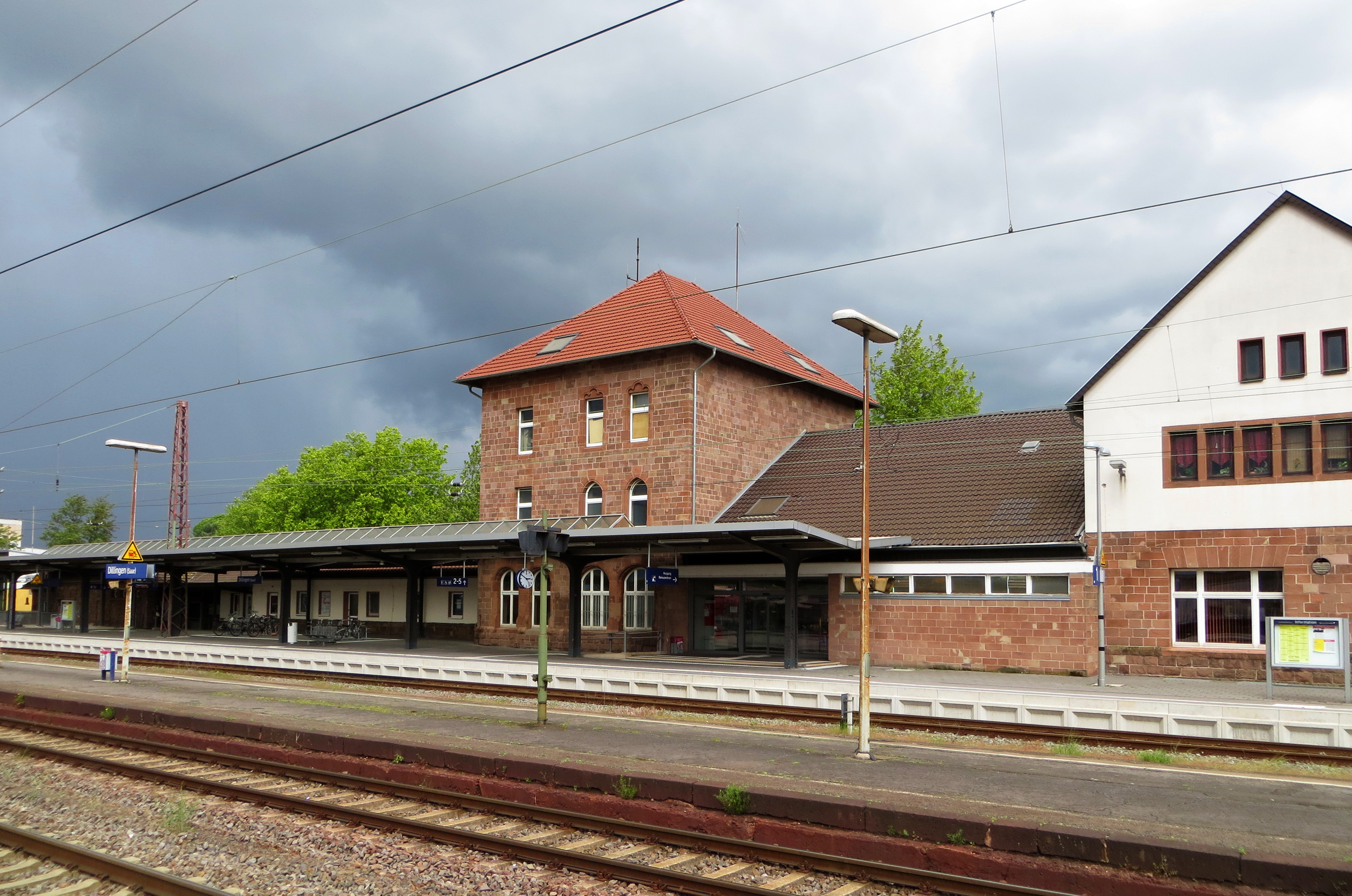
Empfangsgebäude von Westen

Erstes Empfangsgebäude im Rundbogenstil
Das ursprünglich 1858 eröffnete Empfangsgebäude ist nicht mehr erhalten. Es entsprach dem zweigeschossigen Bautyp „Rechteck mit Mittelrisalit“ mit Rundbogentüren, Rechteckfenstern in den Obergeschossen, Gurt- und Sohlbankgesimse. Rundbogige Gesimse auf Konsolen dienten als Verzierungen.
Empfangsgebäude im Stil des Historismus
Seit den 1880er Jahren stand der Bau öffentlicher Gebäude und damit auch der Bahnhofsgebäude ganz im Zeichen der historistischen Neorenaissance. Besonders bevorzugt wurde dabei die deutsche oder nordische Ausrichtung dieses Stils. Zwar waren Bahnhöfe als Verkehrsanlagen bloße Nutzbauten, doch galten sie zunehmend als „Empfangsgebäude der Stadt“, wie das Handbuch der Architektur im Jahre 1911 betonte:

„Als öffentliche Bauten im weitesten Sinne des Wortes gewähnen in die Augen fallenden Maßstab für unser bauliches Können. Deshalb ist es wohlberechtigt, daß man in neuerer Zeit von verschiedenen Seiten, sogar staatlicherseits, bemüht ist, diesen Bauten zugleich mit dem Erfüllen aller Zweckmäßigkeitsforderungen auch eine charakteristische Architektur zu geben, sie in Formen und Farben in das Landschafts- oder Stadtbild einzupassen und, je nach der Bedeutung der Station für den Verkehr, den Eindruck ihrer äußeren Erscheinung vom Schlichten, Malerischen bis zum Bedeutenden, Mächtigen und Monumentalen zu steigern sucht. Es ist deshalb auch nicht unberechtigt, wenn von manchen - angesichts des gewaltigen Verkehres, den die Eisenbahnen zu bewältigen haben - verlangt wird, daß das Empfangsgebäude geradezu ein nationales Gepräge erhalten solle.“

Ähnlich äußerte sich der Architekt, Stadtplaner und Hochschullehrer Theodor Fischer in einem Vortrag aus dem Jahre 1901: „Heute muss der Bahnhof `caput et quasi terminus´ für die moderne Stadt genannt werden.“
Besonders bei den preußischen Bahnen wurde der Deutschrenaissance bei Bahnhofsneubauten klar der Vorzug gegeben.
Dementsprechend wurde, nachdem der Rundbogenstil in den 1870er Jahren seine Vorherrschaft im deutschen Bahnhofsbau verloren hatte, auch in Dillingen zwischen 1890 und dem Ersten Weltkrieg das Empfangsgebäude des Bahnhofes komplett neu errichtet. Der rechteckige Gebäudekomplex weist unregelmäßige Risalite auf und zeichnet sich durch eine komplexe Gestaltung aus. Trotz Zerstörungen im Zweiten Weltkrieg und baulichen Veränderungen in der Nachkriegszeit, zeigt der Dillinger Bahnhof noch weitgehend seine ursprüngliche Gestaltung.
Der nördliche Gebäudeteil ist vom Grundriss her ein annähernd quadratischer Bau mit einem frontgiebelbekrönten Eckrisalit zur Straßenseite hin, der das Treppenhaus bildet. Der dreigeschossige Sandsteinbau beherbergte die Verwaltungsräume. Das Walmdach trug ursprünglich mehrere Schleppgauben. Die Fenster und Türen sind als Rund- bzw. Spitzbögen gestaltet.
Die Mitte des Empfangsgebäudes bildet ein eingeschossiger traufständig gedeckter Sandsteinbau mit vorspringendem, ebenfalls frontgiebelbekröntem Eingangsbereich. Die hohen Fenster schließen in Segmentbogen. Im Bereich des ebenfalls segmentbogigen Portals ist der Risalit nach Art von gotischen Strebepfeilern verbreitert. Ursprünglich besaß der Portalbogen einen Maßwerkeinsatz aus kleinteiligen Steinsäulchen. Der Maßwerkeinsatz wurde beim Einbau einer modernen Tür entfernt.
Über dem Eingangsbogen befindet sich in einer aufwändig gestalteten Rahmung im Stil der deutschen Renaissance die Bahnhofsuhr.
Südlich des mittleren Gebäudeteiles schließt sich ein weiterer, leicht vorspringender Bauteil an, der ursprünglich in gleicher Firsthöhe wie das Mittelteil abschloss und ein Krüppelwalmdach sowie Fachwerk im Obergeschoss besaß. Nach Kriegszerstörungen wurde das Obergeschoss dieses Bauteils in den 1950er Jahren in Steinbauweise wieder aufgebaut, aufgestockt und verputzt.
Neben dem Verwaltungsbau stand ursprünglich noch ein traufständiges Fachwerkgebäude mit Krüppelwalmdach mit mehreren kleinen Dachgauben. Das malerisch anmutende Fachwerkgebäude bildete einen zweiten Zugang zu den Gleisen und der Personenunterführung. Nach Kriegszerstörungen wurde es durch gemauerte und verputzte Gebäude ersetzt.
An der Gleisseite sind die Gebäude mit einem neueren Schutzdach über dem Bahnsteig versehen. Ein Personentunnel führt zu den beiden Inselbahnsteigen.
Der Grundriss weist eine zentrale, durchgehende Vorhalle auf mit nördlicher angrenzender ehemaliger Fahrkartenausgabe, einem Aufenthaltsraum und der Gepäckaufgabe. Den gesamten Südteil nimmt die Bahnhofsgaststätte ein.
Das Dillinger Empfangsgebäude weist sowohl Gestaltungselemente der Gotik als auch der Renaissance auf.

## Verkehr
Der Bahnhof Dillingen (Saar) liegt im Saarländischen Verkehrsverbund (SaarVV) in der Wabe 411 (Dillingen).
| Zuggattung               | Linienbezeichnung | Verlauf |
| ------------------------ | ----------------- | --- |
| RE 1                     | Südwest-Express   | Koblenz Hbf – Cochem – Wittlich Hbf – Trier Hbf – Saarburg (Bz Trier) – Merzig (Saar) – Dillingen (Saar) – Saarlouis Hbf – Völklingen – Saarbrücken Hbf – Homburg (Saar) Hbf – Landstuhl – Kaiserslautern Hbf – Neustadt (Weinstr) Hbf – Ludwigshafen (Rhein) Mitte – Mannheim Hbf |
| RB 70                    | Saartal-Bahn      | Merzig (Saar) – Beckingen (Saar) – Dillingen (Saar) – Saarlouis – Bous (Saar) – Völklingen – Saarbrücken Hbf – St. Ingbert – Homburg (Saar) Hbf – Landstuhl – Kaiserslautern Hbf                                                                                                   |
| RB 71                    | Saartal-Bahn      | Trier Hbf – Saarburg – Merzig (Saar) – Beckingen (Saar) – Dillingen (Saar) – Saarlouis – Bous (Saar) – Völklingen – Saarbrücken Hbf – St. Ingbert – Homburg (Saar) Hbf |
| RB 77                    | Nied-Bahn         | Dillingen (Saar) – Siersburg – Hemmersdorf – Niedaltdorf |
| Stand: 15. Dezember 2024 |                   | |